# Cross Inneenboy

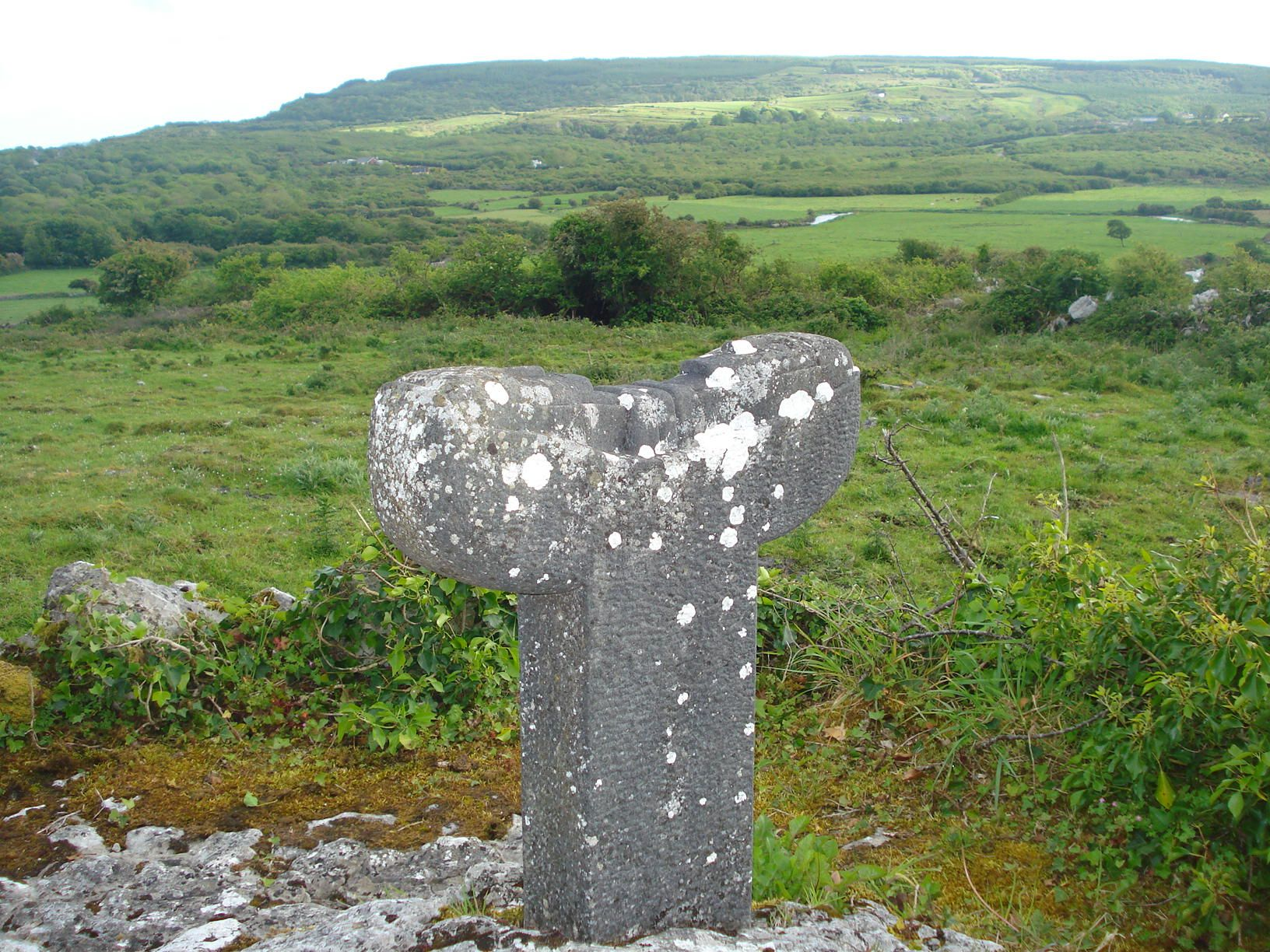
Replik des Taukreuzes von Roughan Hill (2011)

Das Cross Ineenboy (gälisch Crois Iníne Baoith, nach der heiligen Inghean Baoith) ist ein Steinkreuz und befindet sich im Clare Heritage & Genealogy Centre in Corofin im County Clare in Irland. Das auch Taukreuz vom Roughan Hill genannte Kreuz wurde wahrscheinlich im 12. Jahrhundert errichtet und diente als kirchlicher Grenzstein. Mit solchen Grenzsteinen pflegten das frühe Mönchtum der iroschottischen Kirche das Areal eines Klosters als Heiligtum zu kennzeichnen.

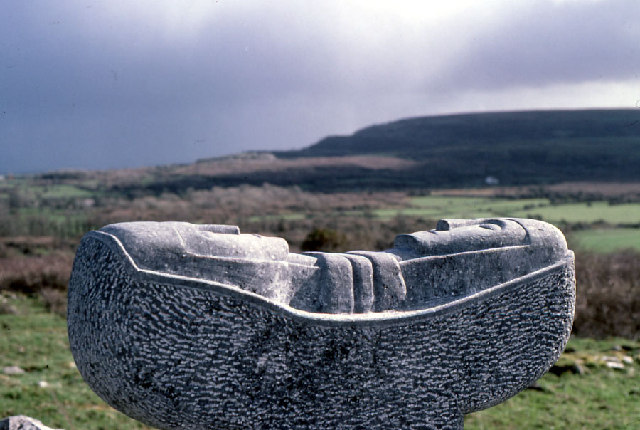
Detailansicht der Replik (1989)

Die Bezeichnung „Taukreuz“ leitet sich vom 19. Buchstaben des griechischen Alphabets, Tau (τ), ab. Diese Form des Kreuzes, eine Verschmelzung von Pfahl und dem Querbalken eines Kreuzes, fand bereits früh Eingang in die christliche Symbolik.
Das Kreuz wurde aus einem einzigen Stück Kalkstein gehauen, auf der Oberseite der Arme sind zwei Gesichter mit zwischenliegenden Händen eingeritzt. 
Ursprünglich stand das Taukreuz südlich der Straße R476 von Killinaboy (irisch Cill Iníne Baoith) nach Kilfenora (Cill Fhionnúrach), ebenfalls im County Clare. Dort steht heute eine Replik des Monuments.
Das Kreuz steht als National Monument mit der Bezeichnung „Tau Cross (Cross Inneenboy)“ (Nr. 574) unter Denkmalschutz.
Es sind in Irland nur acht weitere derartige Taukreuze erhalten geblieben, in Ballypatrick, Carrownaseer Nord, Dalkey, Killegar, Kilmalkedar (2), Tawnagh und auf Tory Island.